# Mikie Hara
Mikie Hara (原 幹恵?, Hara Mikie; Niigata, 3 luglio 1987) è un'attrice e idol giapponese.

## Biografia
Laureata, inizia la sua carriera come ragazza copertina per riviste nipponiche dal 2006 e fino ad oggi si contano oltre 30 video DVD, nonché innumerevoli apparizioni in spot televisivi e svariate ospitate in famosi talk show giapponesi.
Nel 2007 inizia inoltre la carriera di attrice e al debutto interpreta il ruolo di Honey Kisaragi, protagonista del telefilm Cutie Honey the live, tratto dall’omonimo manga di Gō Nagai.

## DVD

### 2006
26 luglio 2006 - Micky Smile
20 settembre 2006 - Hara Mikie Pump*3

### 2007
24 gennaio 2007 - Nittere Genic 2006 Memoires Hara Mikie
18 aprile 2007 - M
27 luglio 2007 - Yurari Yurarete…

### 2008
18 aprile 2008 - Kimi Ga Ita Natsu
27 giugno 2008 - Watermelon Suika Ga Ippai
25 luglio 2008 - Hara Mikie: Yume No Tobira
22 ottobre 2008 - Beach Angels Hara Mikie In Maui Tou
22 dicembre 2008 - Koi No Tobira

### 2009
24 aprile 2009 - Kirari Kirarete
20 ottobre 2009 - Idol One: Mōsō Days
20 ottobre 2009 - Umi To, Mikie To, Taiyō To

### 2010
29 gennaio 2010 - Itazura Na Mousou
23 aprile 2010 - Celeb To Binbo
28 maggio 2010 - Motto Yurari Yurarete
23 luglio 2010 - Iyashi No Kajitsu
21 ottobre 2010 - Kyaba club He Go! No.1 Jou Hara Mikie

### 2011
28 gennaio 2011 - Kanshi Ganbo
20 aprile 2011 - Idol One: Shiawase No Shirushi
20 aprile 2011 - Idol One: Special DVD-Box
20 luglio 2011 - Horo Horori
21 ottobre 2011 - Kimi Ga Subete

### 2012
20 gennaio 2012 - Love Assort
20 giugno 2012 - Boku No Angel
20 giugno 2012 - Miki Colle-Super Extra
21 settembre 2012 - Kimi To No Yakusoku
15 dicembre 2012 - Kimi Ga Suki

### 2013
22 marzo 2013 - Mitsume Ai
27 luglio 2013 - Itsumo Kimi To…
20 ottobre 2013 - Yasashisa Ni Tsutsumarete

### 2014
24 gennaio 2014 - Mikie Oneechan
25 aprile 2014 - Kimi to no Jikan
25 luglio 2014 - Taisetsu Na Hito Ha.Sugu Soba Ni Ita

### 2015
20 agosto 2015 - Koi No Kisetsu
25 dicembre 2015 - Hareta Hi Ni Wa Kimi Ga Mieru

### 2016
20 maggio 2016 - Koi No Jikan. Kimi No Nagisa